# Ailly
Ailly é uma comuna francesa na região administrativa da Normandia, no departamento de Eure. Estende-se por uma área de 15,41 km². Em 2010 a comuna tinha 1 181 habitantes (densidade: 76,6 hab./km²).